# Stadionul Orășenesc (Buftea)
Stadionul Orășenesc din Buftea este un stadion de fotbal folosit de echipa CS Buftea.